# Zéllo Visconti
José Luiz Visconti, conhecido como Zéllo Visconti (Rio de Janeiro, 24 de março de 1942) é um artista plástico brasileiro.

## Biografia
Estudou no Museu de Arte Moderna do Rio de Janeiro, onde iniciou sua vida artística. Aos 32 anos de idade foi para Brasília, cidade onde viveu até meados de 2011, quando mudou-se para João Pessoa, na Paraíba.
Especializou-se em colagem sobre tela, fazendo uso dos mais variados tipos de materiais, como juta, papel reciclado, tecido, tinta acrílica, guache e guardanapos, sua marca registrada.
Em 1971, participou pela primeira vez de uma exposição, no Salão Nacional de Belas Artes do Rio de Janeiro. Desde então, foram mais de 100 exposições individuais e coletivas, em diversas cidades brasileiras e países como Alemanha, França, Estados Unidos, Áustria, dentre outros.
Para o professor e artista plástico mineiro Jarbas Juarez, os trabalhos de Zéllo Visconti "exibem uma certa influência (necessária e sadia) da Escola Americana Pop dos Anos 50, em que figuraram nomes como: Warhol, Rauschenberg e Richard Hamilton. Seria Zéllo um artista Pop?".